# Fonds spéciaux
Les fonds spéciaux sont des crédits consacrés au financement de diverses actions secrètes liées à la sécurité extérieure et intérieure de l'État français. Le contrôle de ces fonds a évolué à travers le temps, avec une codification dans les années 2000. 

## Concept
Les fonds spéciaux sont des fonds secrets, qui ne sont pas soumis aux règles de transparence classiques des dépenses inscrites en lois de finance. Leur contrôle et utilisation se réalisent dans des conditions très confidentielles car les missions de renseignement et d’opérations extérieures concernées ne peuvent pas être financées sur des crédits budgétaires classiques. Ces crédits seraient utilisés pour répondre au besoin du pouvoir exécutif de disposer rapidement et librement d’une ressource financière permettant de protéger l’État, quitte à commanditer des opérations illégales en territoire étranger. Leur origine tient par le concept de raison d'État,.
Historiquement, les fonds spéciaux existent depuis la Monarchie sous l’appellation de « fonds secrets ». Au XIXe siècle et au cours de la première moitié du XXe siècle, les fonds spéciaux sont votés dans les lois de finances initiales au profit des ministres de la Marine, des Affaires Étrangères, de la Guerre et des Colonies : certains débats parlementaires ont pu être très animés autour de la nécessité du vote de tels crédits. Ce n’est qu’à partir de 1946 que ces crédits confidentiels acquièrent un véritable statut institutionnel et stable.
Les fonds spéciaux se trouvent entourés d’une réputation qui entretient un climat de suspicion à l’égard du pouvoir parce qu’une partie était réservée[réf. nécessaire], ou détournée[réf. nécessaire], à des fins de compléments de rémunération des ministres et de leurs collaborateurs (membres des cabinets ministériels) et à des fins de financement illégal des partis politiques français ou des campagnes électorales. Depuis une réforme intervenue en 2001, les fonds spéciaux sont réservés aux services de sécurité.
En 2019, ces crédits s'élèvent à 67,2 millions d'euros en autorisations d'engagement et en crédits de paiement.

## Les fonds spéciaux entre 1946 et 2001

### Base légale
Sous les IVe et Ve Républiques (jusqu’en 2001), la gestion des fonds spéciaux est organisée par l’article 42 de la loi de finances rectificative de 1946, de manière dérogatoire au droit des finances publiques.
Les fonds secrets sont alors juridiquement inscrits dans un chapitre budgétaire intitulé « fonds spéciaux » dans chaque loi de finances annuelle et concrètement centralisés entre les mains du chef du gouvernement. Ce dernier les répartit ensuite entre les ministres intéressés, qui n’en sont responsables que devant lui. Seul le président du Conseil (IVe République) ou le Premier ministre (Ve République) est responsable de leur utilisation devant l’Assemblée nationale.
Le chapitre des fonds spéciaux contient trois lignes budgétaires distinctes. En 2001, les 60 M€ du chapitre 37-91 sont organisés en trois catégories :
- article 10 : les « fonds spéciaux du Gouvernement » permettant de financer les primes de cabinet dans les ministères (pour 7,93 M€) ;
- article 20 § 10 : les « fonds spéciaux à destination particulière – dépenses de la DGSE » pour financer les opérations occultes des services secrets (35,67 M€) ;
- article 20 § 20 : les « fonds spéciaux à destination particulière – dépenses diverses » afin d’augmenter les deux premières lignes de crédits du chapitre (16,43 M€) : ces crédits sont souvent décriés parce qu’une partie était détournée au profit d’un financement des partis au pouvoir.

### Contrôle
Le décret no 47-2234 du 19 novembre 1947 crée la « commission spéciale de vérification » des dépenses du SDECE (future DGSE).
Tous les fonds spéciaux ne sont donc pas alors contrôlés,.
Les trois membres de cette commission sont nommés par décret du Premier ministre, contresigné par le ministre des Finances : 
- un président, choisi parmi les présidents des chambres de la Cour des comptes ;
- deux commissaires, choisis parmi les membres du Conseil d’État, de la Cour des comptes ou de l’Inspection générale des finances.

Aux termes de ses travaux, la commission rédige deux documents :
- le premier est un rapport confidentiel qui détaille l’emploi de crédits secrets de la DGSE et qui est remis au Premier ministre[13] ;
- le second est un procès-verbal qui ne comporte aucun élément sensible et qui constate seulement que « les ordonnances et mandats émis sur les crédits visés à l’article 1er ci-dessus [étaient] couverts par des pièces justificatives pour un montant égal »[14] ; il est adressé au Premier ministre et au ministre des Finances, lequel le communique à la Cour des comptes[15]. Autrement dit, ce PV permet « à la juridiction financière de "constater", et non de certifier, que le montant des dépenses porté dans le compte général de l’administration des finances [correspondait] bien au montant établi par la commission »[16].

### Pratique
Avant la réforme de 2001, les fonds spéciaux de la présidence de la République étaient placés sous le contrôle du Premier ministre, pour financer une partie de son intendance. Selon Jacques Chirac : « Chaque mois, le cabinet du Premier ministre versait à la présidence de la République un douzième du montant prévu chaque année pour le fonctionnement de l’Élysée, le gîte et le couvert ». Cela posa des problèmes logistiques lors de la première cohabitation : ayant peur que le nouveau gouvernement de droite ne coupe les vivres à l’Élysée, le Premier ministre Laurent Fabius avait fait verser l'intégralité des fonds spéciaux à l’Élysée avant que le premier gouvernement Jacques Chirac n'arrive au pouvoir. Lorsque Mitterrand quitte le pouvoir, il transmet à Chirac le reliquat de fonds spéciaux non utilisés par l’Élysée.  
Jusqu'à l'officialisation de l'utilisation des fonds spéciaux, environ 60% de ces fonds sont utilisés par la DGSE. Les fonds ont aussi été utilisés par Matignon pour des opérations d'influence. Ainsi, la contre-manifestation en faveur du général de Gaulle durant les évènements de Mai 68 est organisée sur les fonds spéciaux . 
Avant 2001, à l’Élysée comme à Matignon et dans les ministères, des enveloppes d’argent liquide, retiré à la Banque de France et non déclaré, circulaient sans contrôle pour alimenter les primes de cabinet. 
Les fonds spéciaux ont été évoqués dans plusieurs affaires politico-financières pour justifier de sommes d’argent liquide d'origine inconnue. Il s'agit par exemple de l’affaire du Fundo pour le financement illégal du Parti Républicain, et de l'affaire des billets d'avion de Jacques Chirac. Ils ont également été évoqués par François Donzel (élu écologiste du Conseil régional d'Île-de-France) dans l'affaire des marchés publics d'Île-de-France. Une enquête a été ouverte en 2019, concernant un compte en Suisse, dont le montant s'élevait à près de 7 millions d'euros à la mort de l'ancien premier ministre Raymond Barre qui aurait été alimenté par les fonds spéciaux . 
Dans l'affaire des billets d'avion de Jacques Chirac, le président de la République était menacé en 2001 par une enquête sur ses voyages payés en espèces pour 3,1 millions de francs (472 000 €) entre 1992 et 1995. Son avocat a expliqué que l'argent venait des fonds spéciaux perçus lors de son passage à l'Hôtel Matignon entre 1986 et 1988, ce qui a entraîné de facto l'arrêt des investigations,. Lors de la prise d'otages de la maternelle de Neuilly, le ravisseur réclamant la livraison de 40M de francs, le Premier ministre Édouard Balladur demande à l'hôtel Matignon de puiser dans les fonds spéciaux, qui ne sont toutefois pas suffisants. C'est ainsi la Banque de France qui produit la somme en billets neufs.

## Les fonds spéciaux depuis 2001

### Base légale
La polémique née entre Jacques Chirac et Lionel Jospin, à la suite des révélations dans l'affaire des billets d'avion du premier, a conduit le Premier ministre à confier au président de la Cour des comptes une mission de réflexion sur la nécessaire réforme du système. 
Se fondant sur les conclusions du rapport qui en a découlé, le Parlement a voté, dans le cadre du vote de la loi de finances initiale pour 2002, la réduction du périmètre des fonds spéciaux aux seuls crédits affectés à la sécurité nationale : DST, RG (maintenant DGSI) et DGSE. 
Les sommes servant  aux compléments de rémunération des membres des cabinets ministériels, de Matignon et de l’Elysée, ont alors été transférées vers des chapitres budgétaires adéquats du budget général. Les primes des collaborateurs ministériels sont depuis versées officiellement, intégrées aux fiches de paye et donc fiscalisées.
L'article 154 de la loi de finances pour l'exercice 2002 a donc abrogé les dispositions en vigueur depuis 1946 et les fonds spéciaux sont restés inscrits dans le chapitre 37-91 des services généraux du Premier ministre jusqu’en 2005. Depuis la pleine application en 2006 de la loi organique relative aux lois de finances (LOLF), les fonds spéciaux sont inclus dans le programme 129 « Coordination du travail gouvernemental » (action no 2 – fonds spéciaux) de la mission « Direction de l'action du gouvernement », : ils sont inscrits plus précisément comme sous-action de l'action no 2 « Coordination de la sécurité et de la défense » au sein du programme 129.

### Contrôle
L'article 154 de la loi de finances pour l'exercice 2002 remplace la précédente commission, créée en 1947, par une nouvelle commission de vérification des fonds spéciaux (CVFS). Ce nouvel organe de contrôle est composée de six membres astreints au respect du secret de la défense nationale et représentant tant la majorité que l’opposition :
- deux députés, dont le président de la commission, nommés par le président de l’Assemblée nationale, pour la durée de leur mandat ;
- deux sénateurs désignés par le président du Sénat après chaque renouvellement triennal ;
- deux membres nommés pour cinq ans, par décret, parmi les membres de la Cour des comptes, sur proposition de son Premier président.

En 2013, la nature et la composition de la CVFS évoluent. La loi de programmation militaire du 18 décembre 2013 supprime le caractère autonome de la commission et la transforme en une simple formation spécialisée de la délégation parlementaire au renseignement. Elle n’est désormais plus composée que par deux députés et deux sénateurs, membres de la délégation parlementaire au renseignement, désignés de manière à assurer une représentation pluraliste. La nouvelle CVFS a été présidée par Jean-Jacques Urvoas de février 2014 à janvier 2016, date à laquelle il est devenu Garde de Sceaux.
Cette réforme précise que le rapport de la commission « est présenté aux membres de la délégation parlementaire au renseignement qui ne sont pas membres de la commission. Il est également remis, par le président de la délégation, aux présidents et rapporteurs généraux des commissions de l'Assemblée nationale et du Sénat chargées des finances ainsi qu'au Président de la République et au Premier ministre ».
Le premier rapport public de la CVFS été rendu le 25 février 2016 : il est intégré au rapport d’activité de la Délégation parlementaire au renseignement pour l'année 2015 (chapitre 5).

### Pratique
La réforme de l’automne 2001 n’a réglé que le cas des membres des cabinets ministériels, et non celui des ministres qui ont vu leur rémunération chuter. En effet, à la veille de l’élection présidentielle de 2002 et dans un contexte de tensions sociales, le gouvernement Jospin n’a pas osé demander au Parlement de réévaluer officiellement l’indemnité des membres du gouvernement qui, sans les primes en espèces, était devenue inférieures aux indemnités des parlementaires et des hauts fonctionnaires,,.
Ce n’est finalement qu’au cours de la discussion sur le projet de collectif budgétaire pour 2002, et sur un amendement du sénateur socialiste Michel Charasse, que la nouvelle majorité a voté la réévaluation des indemnités ministérielles. Cette revalorisation de près de 70 % des indemnités ministérielles avait alors suscité une certaine polémique qui s’est rapidement éteinte,,,. La rémunération brute d’un ministre s’élevait alors 14 200 € et celle d’une secrétaire d’Etat à 13 490 €. En 2012, François Hollande baissé de 30 % ces indemnités qui sont désormais de 9 940 € pour un ministre et de 9 443 € pour un secrétaire d’Etat,.
Aujourd’hui, les fonds spéciaux sont réservés « au financement de diverses actions liées à la sécurité extérieure et intérieure de l'État qui ne peuvent être financés sur des crédits budgétaires. Ils s'élèvent à 47,3 millions d'euros en autorisations d'engagement et en crédits de paiement dans le projet de loi de finances pour 2016 (...). Ils concernent les services de renseignement et le Groupement interministériel de contrôle (GIC). Ces dotations sont souvent majorées en gestion par des décrets pour dépenses accidentelles et imprévisibles »

#### Ouvrages encyclopédiques
- [Ferenczi 2004] Thomas Ferenczi (dir.), La Politique en France : Dictionnaire historique de 1870 à nos jours, Paris, Éditions Larousse, avril 2004, 479 p. (ISBN 2-03-505355-2), p. 155.

#### Ouvrages spécialisés
- France Weiss, Histoire des fonds secrets sous l’Ancien Régime, Sirey, 1939, Thèse Droit
- Jean-Noël Jeanneney, L’Argent caché, Fayard, 1981  (ISBN 2-213-00947-3)
- Christian Bigaut, Les Cabinets ministériels, LGDJ, 1997, 218 p.  (ISBN 978-2-275-00115-9)
- Catherine Pégard et Jean Guisnel, « Le scandale des fonds secrets », Le Point, 26 septembre 1998, pp. 54-60
- Jérôme Dupuis et Jean-Marie Pontaut, « Fonds secrets : la tirelire des politiques », L’Express, 8 octobre 1998, pp. 98-102
- Pierre Di Malta et Jean-Claude Martinez, Droit budgétaire, Litec, 1999, 998 p.  (ISBN 2-7111-2723-0)
- Stéphane Denis, « L’histoire secrète des fonds spéciaux », Le Figaro, 28 juin 2001
- Jacques Buisson et Xavier Cabannes, « Les fonds spéciaux et le droit public financier », Petites Affiches, 3 août 2001, n° 154, pp. 15-22.
- François Logerot, Note à l’attention de Monsieur le Premier ministre relative au régime des fonds spéciaux, La documentation française, octobre 2001, 20 p. (lire en ligne)
- Xavier Cabannes, « La réforme des fonds spéciaux », Droit et Défense, 2002, n° 1, pp. 34-39.
- Alain Tourret, Fonds Spéciaux, primes et autres dérives. Réquisitoire contre l’absence de transparence au sein de l’État, Albin Michel, 2002, 267 p.  (ISBN 2-226-13145-0)
- David Biroste, Les fonds spéciaux. Contribution à l'étude des marges du droit, Revue française de finances publiques, décembre 2002, chap. 80, pp. 151-189 (1re partie)
- David Biroste, Les fonds spéciaux. Contribution à l'étude des marges du droit, Revue française de finances publiques, mars 2003, chap. 81, pp. 301-322 (2e partie)
- Sandrine Cursoux-Bruyère, « Les fonds spéciaux : les zones d'ombre de la réforme », Les Petites Affiches, 1er janvier 2006, n° 4, p. 3.
- Raymond Muzellec, « De "l'argent caché à l'Elysée" à l'argent déniché à l'Elysée », Les Petites Affiches, 3 octobre 2007, n° 198, p. 7.
- Jean-Jacques Urvoas et Patrice Verchère, Pour un « État secret » au service de notre démocratie, Assemblée nationale, Rapport d'information n° 1022, 14 mai 2013, 205 p.
- Dominique Chagnollaud, Le statut des fonds spéciaux avant 2001, Recueil Dalloz, 2014, chap. 21
- Alexis Deprau, Le contrôle parlementaire du renseignement, Berger-Levrault, juin 2022, Partie 6